# Uelitz
Uelitz est une commune allemande de l'arrondissement de Ludwigslust-Parchim, Land de Mecklembourg-Poméranie-Occidentale.

## Géographie
Uelitz se situe dans la région de la Lewitz. Son territoire est largement recouvert par une forêt de pins.
|       | Sülstorf | Lübesse |
| Hoort | Uelitz   | Banzkow |
|       | Rastow   |         |

Uelitz se trouve à proximité de la Bundesstraße 106 et aussi de la Bundesautobahn 24.

## Histoire
Le village est mentionné pour la première fois en 1218, quand le comté de Schwerin la rachète à l'abbaye de Reinfeld. Durant la Réforme, au XVIe siècle, le village appartient à la juridiction des ducs de Mecklembourg.
L'église est construite entre 1745 et 1754.
Dans la forêt domaniale à l'ouest, le Troisième Reich installe un dépôt de munitions sur 500 hectares.
Après la fin de la RDA, le LPG est démoli puis devient un nouveau quartier résidentiel.

## Source, notes et références
- (de) Cet article est partiellement ou en totalité issu de l’article de Wikipédia en allemand intitulé « Uelitz » (voir la liste des auteurs).